# Ami Oreiller
Ami Oreiller (* 12. April 1987 in Sitten) ist ein ehemaliger Schweizer Skirennfahrer. Er war auf die Disziplinen Abfahrt und Super-G spezialisiert.

## Biografie
Oreiller bestritt im Dezember 2003 seine ersten FIS-Rennen. Drei Jahre später feierte er in einem Riesenslalom in Laax den ersten Sieg. Im Jahr 2007 wurde er Schweizer Juniorenmeister im Riesenslalom und im Super-G, und er nahm an den Juniorenweltmeisterschaften 2007 in Zauchensee/Flachau teil. Den ersten Start im Europacup hatte er im Februar 2005, aber erst im Januar 2007 holte er in der Abfahrt von Sarntal/Reinswald die ersten Punkte. Kurz darauf folgte der erste Top-10-Platz. Solche blieben aber zunächst die Ausnahme. Im Oktober 2009 bestritt er am Rettenbachferner in Sölden sein erstes Weltcuprennen, wobei er sich in diesem Riesenslalom nicht für den zweiten Durchgang qualifizieren konnte. In dieser Saison blieb dies sein einziges Weltcuprennen, er startete in weiterer Folge wieder im Europacup und fand in der Saison 2009/10 den Anschluss an die Spitze.
Am 14. Januar 2010 feierte Oreiller in der Abfahrt am Patscherkofel seinen ersten Europacupsieg. Mit weiteren zwei Podestplätzen erreichte er Platz drei in der Abfahrtswertung und jeweils Rang sechs in der Gesamt- und der Super-G-Wertung. Bei den Schweizer Meisterschaften 2010 gewann er den Titel im Riesenslalom, zeitgleich mit Justin Murisier. In der Saison 2010/11 startete Oreiller vermehrt im Weltcup, erreichte aber neben mehreren Ausfällen nur Platzierungen um Rang 50. Am 11. Januar 2012 erlitt er in der Europacupabfahrt von Val-d’Isère einen Riss des vorderen Kreuzbandes im rechten Knie, worauf die Saison für ihn frühzeitig zu Ende war. In der Folge erreichte Oreiller nicht mehr sein früheres Leistungsniveau. Er startete sporadisch im Europacup, bei FIS-Rennen und bei nationalen Meisterschaften. Im Mai 2015 gab er seinen Rücktritt vom alpinen Skiweltcup bekannt.

## Erfolge

### Juniorenweltmeisterschaften
- Zauchensee 2007: 16. Abfahrt, 33. Riesenslalom

### Europacup
- Saison 2009/10: 6. Gesamtwertung, 3. Abfahrt, 6. Super-G
- 3 Podestplätze, davon 1 Sieg:

| Datum           | Ort           | Land       | Disziplin |
| --------------- | ------------- | ---------- | --------- |
| 14. Januar 2010 | Patscherkofel | Österreich | Abfahrt   |

### Weitere Erfolge
- 1 Schweizer Meistertitel (Riesenslalom 2010)
- Zweifacher Schweizer Juniorenmeister (Riesenslalom und Super-G 2007)
- 6 Siege in FIS-Rennen